# Glomman

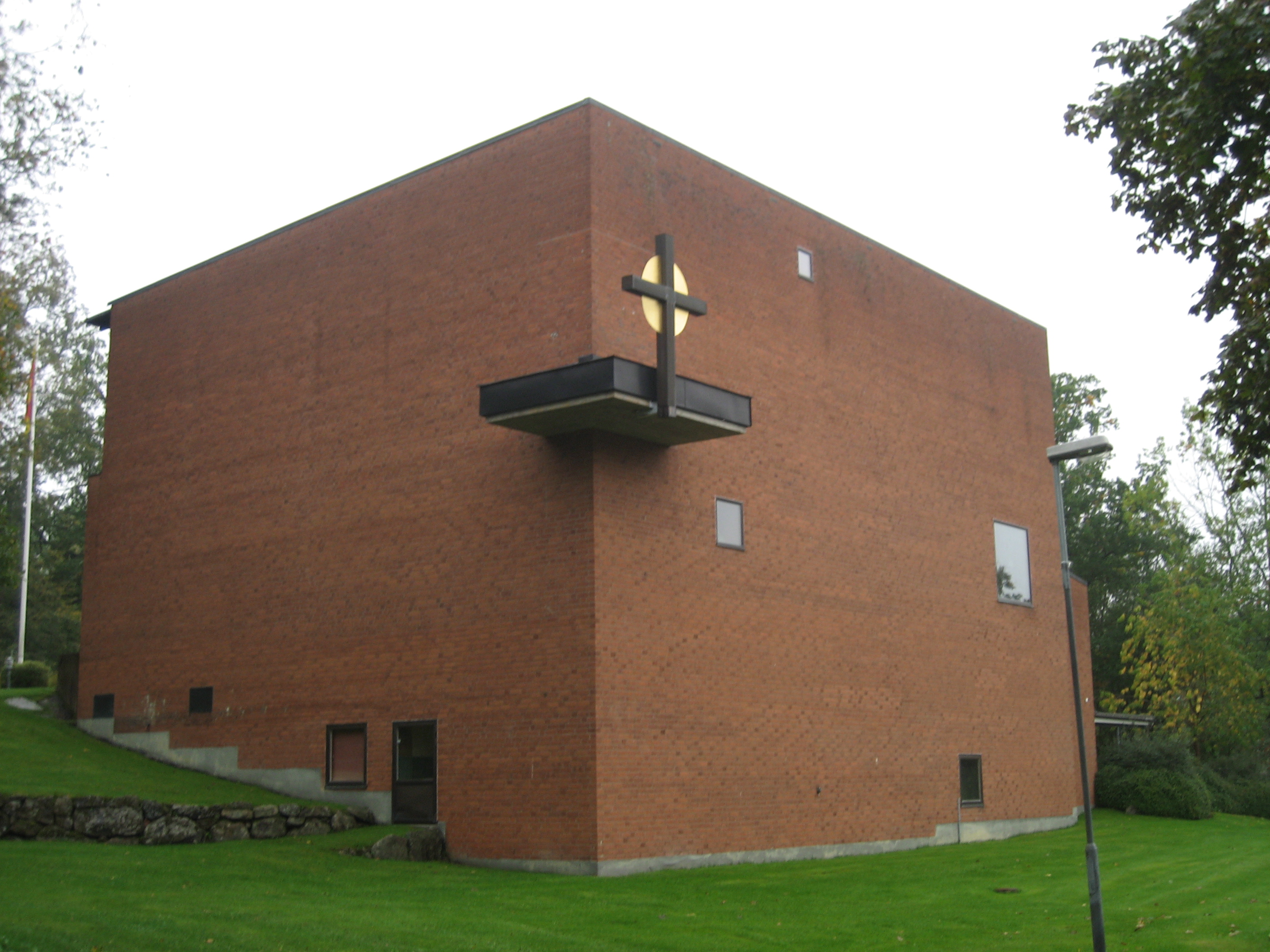
Adolfsbergskyrkan vid Glommans södra sida

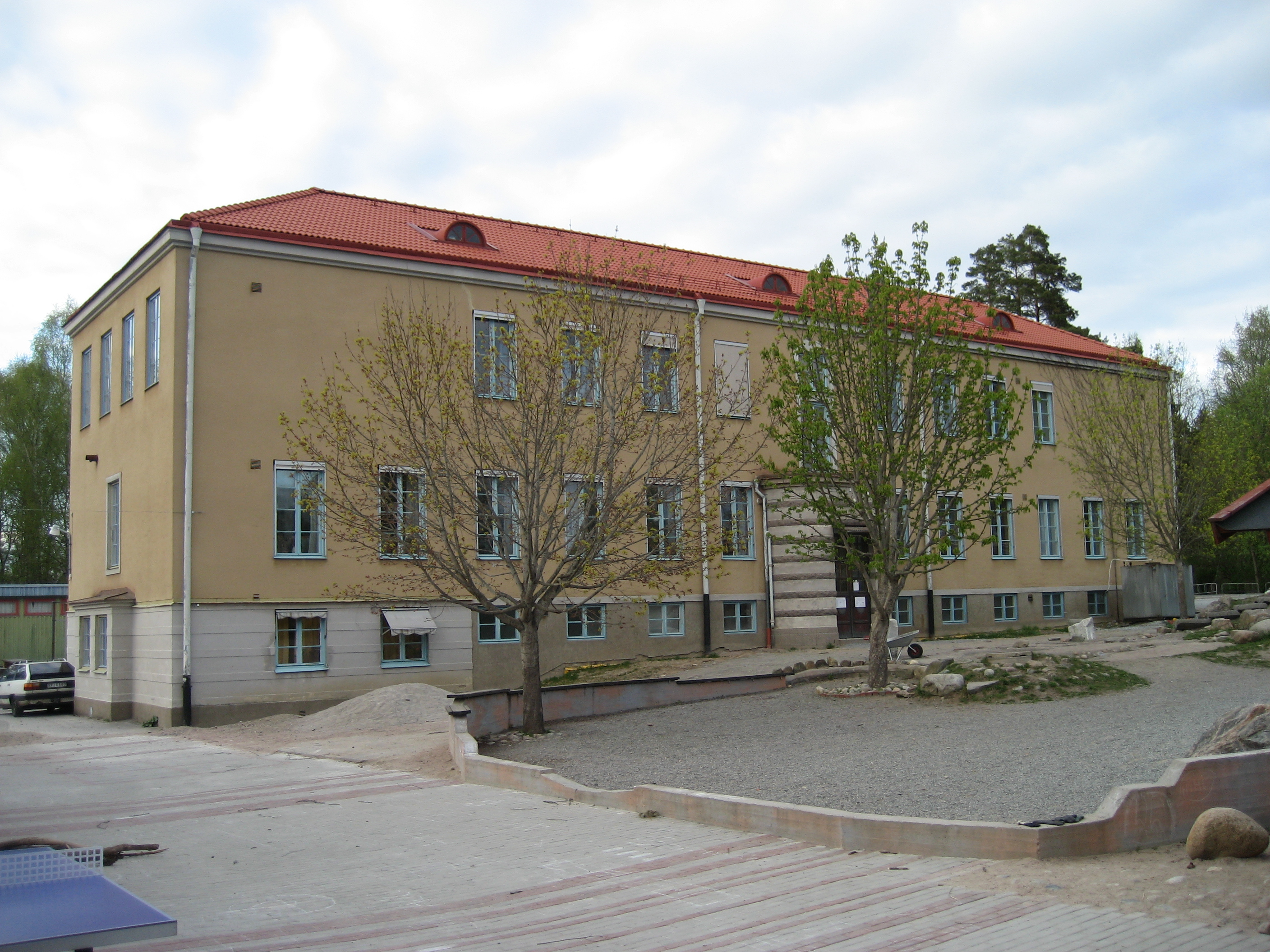
Johannaskolan (Örebro Waldorfskola) vid Glommans norra sida

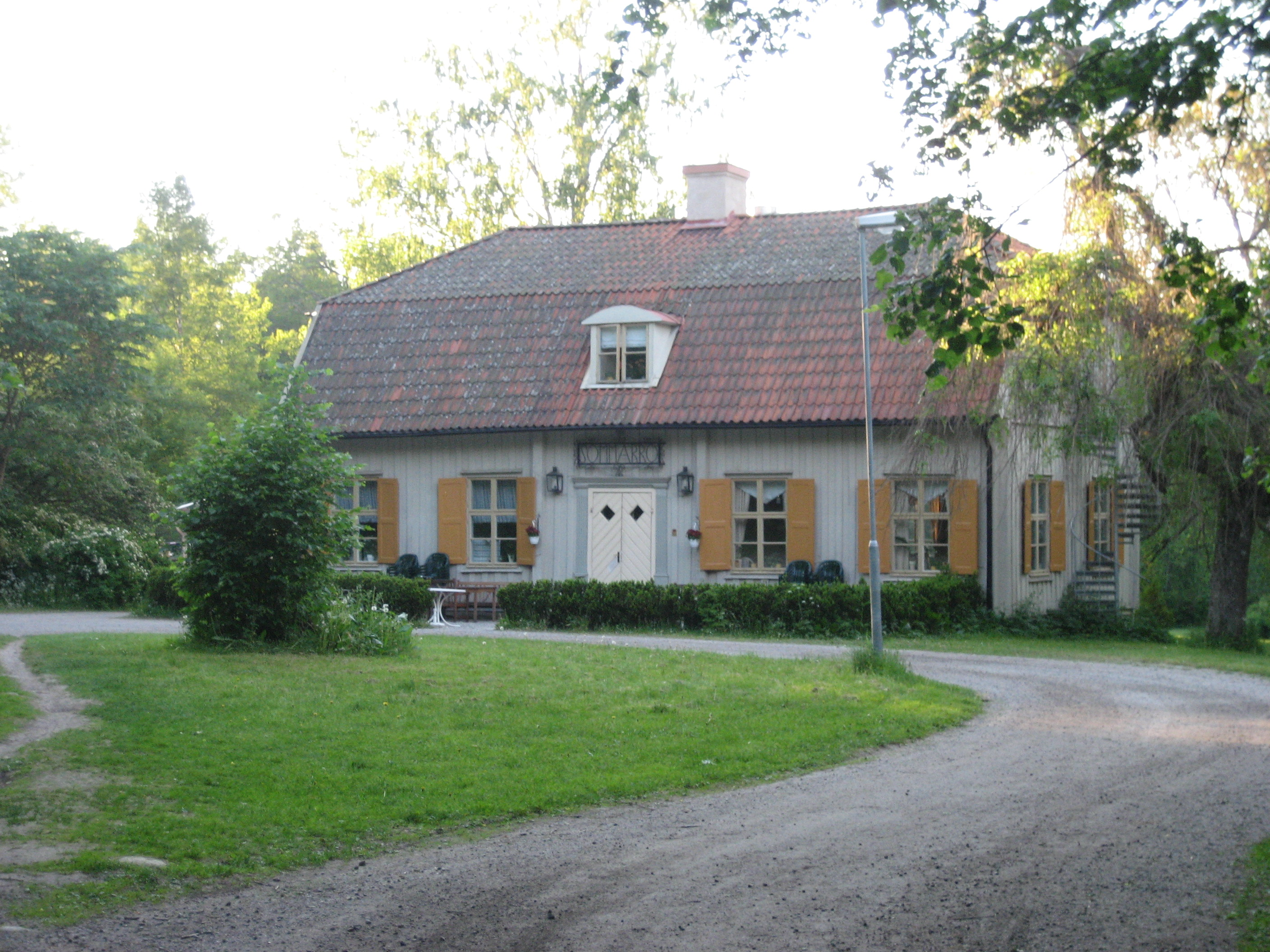
Sommarro Värdshus har infart intill Johannaskolan

Glomman är en väg som går i väst-östlig riktning i Örebros södra delar. Enligt Trafikverkets benämning utgör den en del av länsväg T 675. Utmed Glomman ligger stadsdelen Adolfsberg, liksom de 2010 inrättade naturreservaten Sommarro och Reträtten.

## Historik
Den västliga delen av Glomman är av gammalt datum. Den östligaste delen (mellan Stenbackevägen och Brickeberg) fanns från början bara som en stig. Den byggdes om till väg som ett AK-arbete under åren 1934-37.
Namnet "Glomman" har varit svårt att härleda. Sällskapet Gamla Örebro föreslår tre alternativa förklaringar:
1. Den gamla stigen mellan Adolfsberg och Brickebacken var rak. Där kunde man stå och glo (glåma).
2. Vägen kan vara uppkallad efter "Glommen" Danielsson, som bodde på Danielsgården, och som började anläggandet av Glomman.
3. Namnet anknyter till den norska floden Glomma, som skär genom landskapet (enligt professor Elias Wessén).

## Dagens Glomman
Enligt stadskartan börjar Glomman vid Mosåsvägen, Länsväg T 690 i stadsdelen Adolfsberg. Den går förbi Adolfsbergs kyrka och över järnvägen mellan Örebro och Hallsberg. Den fortsätter förbi Södra Ladugårdsskogen och Glommans småstugeområde. Vid korsningen med Norrköpingsvägen byter den namn till Gällerstavägen. Den gamla sträckningen av Glomman, före byggnationen av bostadsområdet Brickebacken (1969-72), var via dagens Stenåsvägen fram till Brickeberg, där den anslöt till den gamla Norrköpingsvägen, senare Gällerstavägen (dagens Åstadalsvägen).